# Buccinaria jonkeri
Buccinaria jonkeri là một loài ốc biển, là động vật thân mềm chân bụng sống ở biển trong họ Conidae.

## Miêu tả
The size of the white shell varies between 20mm và 35mm.

## Phân bố
Loài này phân bố ởdọc theo Philippines.